# 古江川 (徳島県)
古江川（ふるえがわ）は、徳島県海部郡牟岐町を流れる二級河川である。

## 地理
海部郡牟岐町内妻字古江の水源より牟岐町内を経て太平洋へ注ぐ。流域は山々に囲まれており、下流部を国道55号（土佐浜街道）が通過する。東側には内妻川が流れている。

## 流域の主な施設
- 国道55号（土佐浜街道）
- 高磯の鼻